# Meester Kikker (film)
Meester Kikker is een Nederlandse komische familiefilm uit 2016 geregisseerd door Anna van der Heide. De film is gebaseerd op het gelijknamige boek van Paul van Loon uit 1995 en ging op 16 juli 2016 in première.

## Verhaal
De film volgt een gewone klas, met gewone kinderen en het lijkt met een gewone meester. Het leven van de kinderen uit de klas van meester Frans komt al snel op hun kop te staan als ze er achter komen dat hun meester soms weleens in een kikker verandert. Leerling Sita is zo dol op haar meester dat ze hem tegen alles wil beschermen in de gevaarlijke dierenwereld.

## Rolverdeling
| acteur               | personage                      |
| -------------------- | ------------------------------ |
| Yenthe Bos           | Sita                           |
| Bobby van Vleuten    | Wouter                         |
| Jeroen Spitzenberger | meester Frans / meester Kikker |
| Wine Dierickx        | juf Suzan                      |
| Paul R. Kooij        | directeur Stork                |
| Thijmen Jacobs       | Dennis                         |
| Michiel Nooter       | vader van Wouter               |
| Bianca Krijgsman     | moeder van Wouter              |
| Olive Peeters        | Annemarie                      |
| Georgina Verbaan     | Ceciel                         |
| Helena Wolffers      | Rianne                         |
| Joke Tjalsma         | verkoper in dierenwinkel       |
| Janny Smits          | klant in dierenwinkel          |
| Harriët Stroet       | student                        |
| Whitney Sawyer       | student                        |
| Coen van Vlijmen     | student                        |
| Charmène Sloof       | student                        |
| Laurens van Lottum   | student                        |

## Achtergrond
De film werd geregisseerd door Anna van der Heide en geproduceerd door Burny Bos, Tamara Bos en Eefje Smulders namens productiebedrijf BosBros. Het scenario van de film werd geschreven door Mieke de Jong en is gebaseerd op het gelijknamige boek van kinderboekenschrijver Paul van Loon. De muziek voor de film werd gecomponeerd door Fons Merkies. De opnames van de film gingen in juni 2015 van start gegaan en vonden hoofdzakelijk plaats in Schoonhoven. Hoofdrollen in de film waren weggelegd voor onder anderen Jeroen Spitzenberger en Wine Dierickx, Bobby van Vleuten en Georgina Verbaan.
Meester Kikker ging op 16 juli 2016 in première voor pers en genodigden bij Koninklijk Theater Tuschinski in Amsterdam. De film werd vervolgens op 28 juli 2016 door distributeur Dutch FilmWorks landelijk in de bioscopen uitgebracht. Op 9 september 2016 werd de film bekroond met een Gouden Film voor het behalen van 100.000 bioscoopbezoekers.